# Блаже Търпеновски
Блаже Търпеновски с псевдоним Иван (на македонска литературна норма: Блаже Трпеновски) e югославски партизанин и деец на комунистическата съпротива във Вардарска Македония.

## Биография
Роден е в битолското село Велушина. През 1942 г. влиза в Битолския народоосвободителен партизански отряд „Яне Сандански“. По-късно става заместник-политически комисар на Битолския народоосвободителен партизански отряд „Гоце Делчев“ След като Втори батальон на трета оперативна зона на НОВ и ПОМ се присъединява към втора македонска ударна бригада на 20 декември 1943 г., Търпеновски е назначен за негов заместник командир.